# Hrabstwo Colac Otway

Hrabstwo Colac Otway na mapie stanu Wiktoria

Hrabstwo Colac Otway (ang. Colac Otway Shire) – obszar samorządu lokalnego (ang. local government area) położony w południowo-zachodniej części stanu Wiktoria. Samorząd powstał w wyniku stanowej reformy samorządowej w 1994 roku z połączenia następujących jednostek: City of Colac oraz hrabstw Colac, Otway i z części Heytesbury.
Powierzchnia samorządu wynosi 3433 km² i liczy 21030 mieszkańców (dane z 2006 roku).
Rada samorządu zlokalizowana jest w mieście Colac, złożona jest z sześciu członków. Hrabstwo podzielone jest na cztery okręgi wyborcze:
- Colac
- Murray
- Otway
- Warrion

Z okręgu Colac wybieranych jest trzech radnych z pozostałych po jednym.
W celu identyfikacji samorządu Australian Bureau of Statistics wprowadziło czterocyfrowy kod dla Hrabstwa Colac Otway – 1750.